# Узункуль (озеро, Челябинская область)
Узункуль (также Узынкуль, устар. Узунколь) — бессточное озеро в Сосновском районе Челябинской области.

## География
Береговая линия поросла камышом и тростником. С северного берега находятся лесопосадки. С юго-восточной стороны озера расположены базы отдыха, на западной — СНТ Узункуль и посёлок Журавли. Вблизи озера пролегает трасса М5 «Урал». По части западного берега проходит граница между Аргаяшским и Сосновским районами.

## Гидрологические характеристики
Площадь поверхности водного зеркала — 4,2 км². Высота над уровнем моря — 218 м. Озеро имеет тектоническое происхождение, вода слегка солоноватая.

## Ихтиофауна
Аборигенными обитателями водоёма являются окунь, карась и чебак. Озеро заселено сазаном, пелядью, рипусом и белым амуром.

## Топоним
Гидроним «Узункуль» переводится с башкирского языка как «длинное озеро».

## Данные водного реестра
По данным государственного водного реестра России, озеро относится к Иртышскому бассейновому округу, водохозяйственный участок — Миасс от г. Челябинск до устья, речной подбассейн Тобола, речной бассейн Иртыша.
Код объекта в государственном водном реестре — 14010501011111200008849.